# Danny Whitten
Danny Ray Whitten (Columbus, 8 maggio 1943 – Los Angeles, 18 maggio 1972) è stato un cantautore e chitarrista statunitense.
Fu uno dei membri fondatori dei Crazy Horse, gruppo d'accompagnamento del musicista canadese Neil Young. Whitten è noto anche per essere l'autore del brano I Don't Want to Talk About It, rivelatosi un hit per Rita Coolidge, Rod Stewart ed Everything but the Girl.
Morto per overdose di alcol e Valium nel 1972, la sua figura venne ricordata nella canzone The Needle and the Damage Done di Neil Young presente nell'album Harvest dello stesso anno. Sempre Young, che era molto amico di Whitten, dedicò alla sua memoria anche l'album del 1975 Tonight's the Night.

## Discografia
Album
con The Rockets
- 1968 - The Rockets (White Whale Records)

con Joe Beck
- 1969 - Nature Boy (Verve Forecast Records) Danny Whitten suona in un brano (in Let Me Go)

con Neil Young
- 1969 - Everybody Knows This Is Nowhere (Reprise Records)
- 1970 - After the Gold Rush (Reprise Records)
- 1975 - Tonight's the Night (Reprise Records) Danny Whitten suona in un brano (in Come on Baby Let's Go Downtown)
- 1991 - Live (D.V. More Record) registrazioni Live del 1970

con Crazy Horse
- 1971 - Crazy Horse (Reprise Records)
- 2005 - Gone Dead Train: The Best of Crazy Horse 1971–1989 (Raven Records)

con Barry Goldberg
- 1971 - Blasts from My Past (Buddah Records)

con Neil Young & Crazy Horse
- 1990 - The Loner (Manic Depression Records) 2 CD, registrazioni Live del 1970 e 1971
- 2004 - Boston Tea Party 1970 (Screamer Records) registrazione Live del 1970
- 2006 - Danny by the River (Seymour Records) registrazioni Live del 1970
- 2006 - Live at the Fillmore East (Reprise Records) con DVD, registrazioni Live del 1970
- 2010 - Electric Factory (Midnight Dreamer) registrazioni Live del 1970

Singoli
Danny and the Memories
- 1963 - Surfin' Granny / Mirror Mirror (Liberty Records) inedito
- 1964 - Can't Help Loving That Girl of Mine / Don't Go (Valiant Records)

The Psyrcle
- 1966 - Baby, Don't Do That / ? (Lorna Records) inedito

The Rockets
- 1968 - Hole In My Pocket / Let Me Go (White Whale Records)

Crazy Horse
- 1971 - Downtown / Crow Jane Lady (Reprise Records) 1007
- 1971 - Dance, Dance, Dance (mono) / Dance Dance Dance (stereo) (Reprise Records) 1025
- 1971 - Dance, Dance, Dance / Carolay (Reprise Records) 1025
- 1971 - Dirty Dirty / Beggar's Day (Reprise Records) 1046

## Brani musicali composti da Danny Whitten
- Dance to the Music On the Radio (D. Whitten/B. Talbot)
- Dirty, Dirty (D. Whitten)
- (Come On Baby Let's Go) Downtown (D. Whitten/N. Young)
- Hole in My Pocket (D. Whitten)
- I Don't Need Nobody (Hangin' Round My Door) (D. Whitten)
- I Don't Want to Talk About It (D. Whitten)
- I'll Get By (D. Whitten)
- Let Me Go (D. Whitten)
- Look at All the Things (D. Whitten)
- Love Can Be So Bad (D. Whitten/L. Vegas)
- May (D. Whitten/B. Talbot)
- Mr Chips (D. Whitten)
- Oh Boy (D. Whitten)
- Wasted (D. Whitten/L. Vegas/P. Vegas)
- Whatever (D. Whitten/B. Talbot)
- Won't You Say You'll Stay (D. Whitten)